# ジャフナ大学
ジャフナ大学（英: University of Jaffna, タミル語: யாழ்ப்பாணப் பல்கலைக்கழகம், シンハラ語: යාපනය විශ්වවිද්‍යාලය、略称：UoJ）はスリランカ北部州の都市ジャフナにある公立大学。1974年にスリランカ大学ジャフナ校として創設され、5年後の1979年に独立した。ジャフナのメインキャンパスの他にバブニヤにサブキャンパスを設置し、キリノッチ郊外にも附属施設を保有している。10学部を設置する総合大学である。
2016年における学生数は7,972人、職員数は1,342人で、学生数においてはスリランカで7番目の規模である。1516年度の学部入学生は3,009人。また、2016年における予算は22億スリランカルピー、保有資産は12億スリランカルピー、収入の35億スリランカルピーのうち98%にあたる34億スリランカルピーがスリランカ政府からの助成金である。

## 歴史

### スリランカ大学ジャフナ校
1974年7月15日、教育大臣兼スリランカ大学副学長のバディ・マームッドが6番目のキャンパスをジャフナに設置することを発表、ヴィドヤランカ・キャンパス（現：ケラニヤ大学）タミル・ヒンドゥー研究学部学部長のK・カイラサパシーが初代学長に任命された。新キャンパスは同年8月1日にジャフナ市街地から4km北へ進んだ郊外のティルネルヴェーリに設置された。
当初、文学部、法学部、理学部の3学部と体育局のみで開始し、そのうち文学部と理学部のみが1974年10月に1期生を受け入れた。また、文学部と大学事務局がティルネルヴェーリ・キャンパスに拠点を置いていた。一方、理学部は同年8月13日に国立化された中等教育学校ジャフナ・カレッジの高等教育部門として設置された。
文学部は翌年人文学部に改組された。また、ラマナタン芸術学院が同年12月1日に国立化された中等教育学校ラマナタン・カレッジに設置された。その後1978年6月には理学部がティルネルヴェーリに移転し、ジャフナ・カレッジの敷地は元の所有者に返還された。また同年8月7日にはカイタディにあるアーユルヴェーダ病院を拠点として医学部が設置された。

### ジャフナ大学として独立

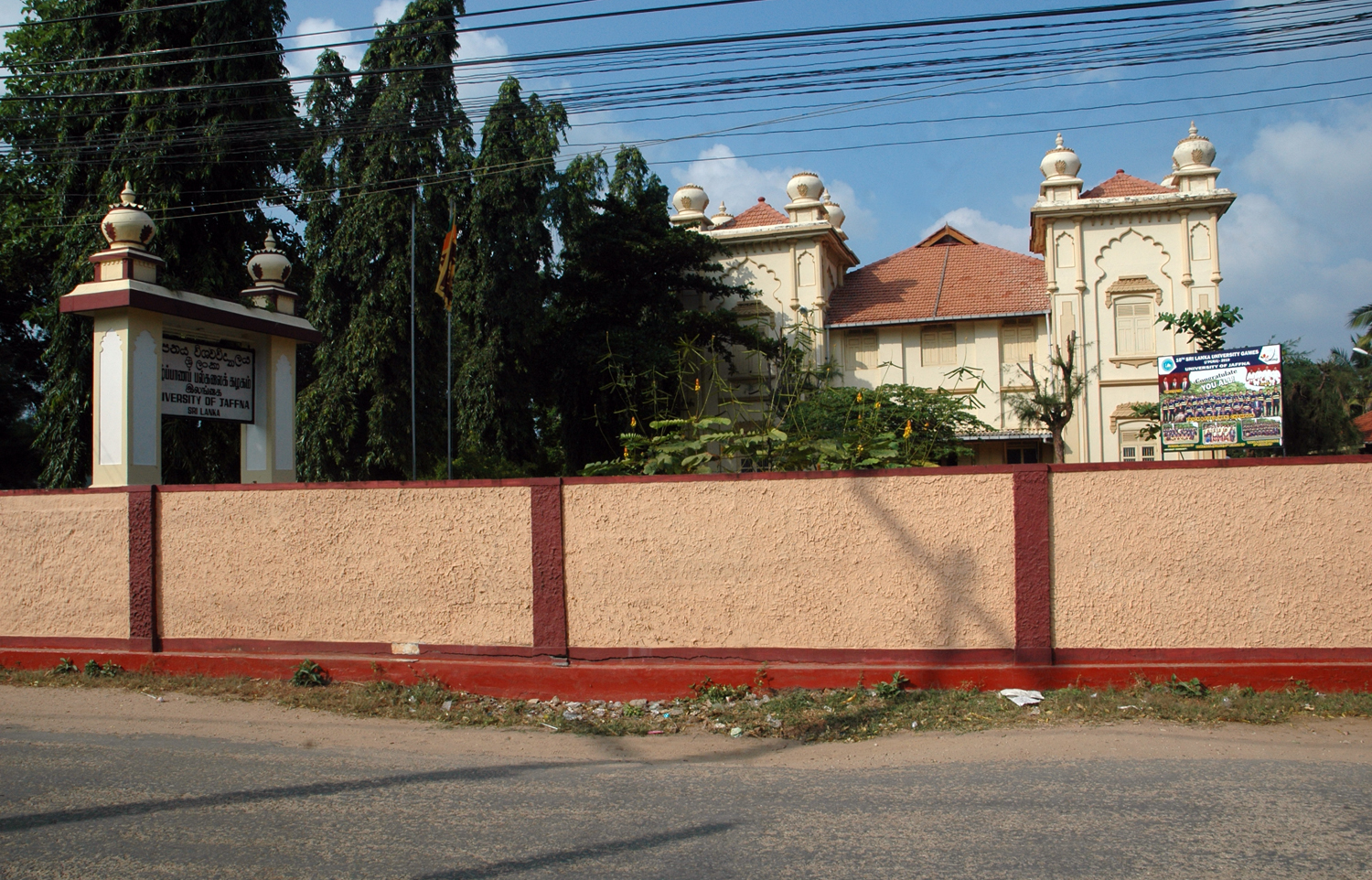

1978年に交付された大学法第16号によってスリランカ大学は分割され、コロンボ大学、ペラデニヤ大学、スリ・ジャヤワルダナプラ大学、ケラニヤ大学、モラトゥワ大学とともにジャフナ大学が創設された。
1981年には医学部がティルネルヴェーリに移転した。さらに学生センターと人文学部棟の建設も始まったが、スリランカ内戦の開始に伴って中止された。1984年には伝統医療研究所のシッダ医学部門がコロンボ大学から移転、2年後には大学図書館が開設された。
インド平和維持軍（IPKF）と武装組織タミル・イーラム解放のトラ（LTTE）との戦闘が激化した結果、1987年後半にジャフナ大学は甚大な被害を受けた。校舎や施設が破壊され、数多くの教職員、学生が内戦に巻き込まれて犠牲になった。さらにジャフナ半島全域がLTTEの支配下にあった1980年代後半から1990年代前半までの期間、ジャフナ大学は数多くの空爆、経済封鎖に伴う物資の不足に苦しんだ。さらに、度重なる夜間外出禁止令によって研究もままならない状況が続いた結果、数多くの教職員が退職した。
1985年、大学はジャフナより南にあるキリノッチに農学部の設置認可を受け、翌年には新キャンパスの建設工事が開始した。しかし、内戦の影響により1987年には校舎の放棄を余儀なくされた。1989年には工学部の設置認可も受けたが、やはり内戦により延期された。その後、農学部はキリノッチにある地域農業研究開発センターと農業開発訓練センターの建物を借りて1990年12月に活動を開始した。
1995年10月、スリランカ軍がジャフナ半島奪回作戦を発表した。そして、ヴァリカマム地域の全住民に対して半島の他の地域またはヴァンニ地区への退避令が出された。その結果、大学事務局はキリノッチにある農学部キャンパスへの移転を余儀なくされた。政府軍による奪回作戦は成功し、翌年には元のキャンパスに戻ることができた。しかし、作戦の影響によりティルネルヴェーリ・キャンパス内の施設は甚大な被害を受けた。また、1996年にはヴァンニ地区で戦闘が激化し、その影響を受けて農学部は複数回の移転を余儀なくされた。大学は農学部の移転を決め、1997年8月から農学部はジャフナで活動を再開した。
1997年3月26日、バブニヤにあった北部州立ユニバーシティ・カレッジ（NPAUC）を昇格させ、ジャフナ大学バブニヤ・キャンパスとすることが発表された。NPAUCは1991年に設立され、数学、会計学、財政学などのコースを提供していたため、バブニヤ・キャンパスには応用理学部と商学部が設置された。1999年には人文学部から経営学・商学部が独立した。また同年には大学院の設置も行われた。
2009年に内戦が終結した後、キリノッチにおいて新農学部棟の建設が始まった。学部の教員たちは2013年の移転を望んでいた。2011年4月には大学側がキリノッチにある農学部の隣に工学部を設置することを認めた。2012年9月から学生の移動が始まる予定である。
2016年にはテクノロジー学部が設置された。この学部は同年末から学生を受け入れる予定で、キリノッチ・キャンパスの農学部、工学部の隣に設置される予定である。

## キャンパス
- ティルネルヴェーリ・キャンパス（ジャフナ近郊） 
  - 人文学部（Faculty of Arts）
  - 経営・商学部（Faculty of Management Studies & Commerce）
  - 理学部（Faculty of Science）
  - 医学部（Faculty of Medicine）
  - 大学院（Faculty of Graduate Studies）
  - 大学事務局（Main Administrative Departments）
  - 図書館（Library）
  - 学生棟（Student Complex）
- バブニヤ・キャンパス 
  - ビジネス学部（Faculty of Business Studies）
  - 応用理学部（Faculty of Applied Science）
  - 学生用ホステル（Student Hostels）
- アリヴィヤル・ナガール・キャンパス（キリノッチ近郊） 
  - 農学部（Faculty of Agriculture）
  - 工学部（Faculty of Engineering）
  - テクノロジー学部（Faculty of Technology）
- マルタナマダム・キャンパス 
  - ラマナタン芸術学院（Ramanathan Academy of Fine Arts）
- カイタディ・キャンパス 
  - シッダ医学ユニット

## 組織

### 学部
| - 農学部 - 農業生物学科 - 農業経済学科 - 農業経営学科 - 農業化学科 - 農業工学科 - 動物学科 - 応用保健学部 - 生物学科 - 物理学科 - 人文学部 - キリスト教・イスラム教文化学科 - 舞踊学科 - 経済学科 - 教育学科 - 芸術学科 - 地理学科 - ヒンドゥー教文化学科 - 歴史学科 - 法学科 - 言語学科 - 音楽科 - 哲学科 - 政治学科 - サンスクリット語学科 - 社会学科 - タミル語学科 - 工学部 - 土木学科 - 計算機工学科 - 電気電子工学科 - 総合工学科 | - ヒンドゥー研究学部 - 商学・経営学部 - 会計学科 - 商学科 - 財務管理学科 - 人事管理学科 - 経営学科 - マーケティング学科 - 医学部 - 解剖学科 - 生物化学科 - 民間医療学科 - 犯罪医学科 - 薬学科 - 産婦人科 - 小児科 - 薬理学科 - 心理学科 - 精神医学科 - 外科 - 理学部 - 植物学科 - 化学科 - 計算機科学科 - 数学統計学科 - 物理学科 - 漁業学科 - 動物学科 - テクノロジー学部 - 生態系技術学科 - 工学技術学科 - 学際研究学科 |

## 施設
歴史学科K・インドラパーラ博士考古博物館は、ティルネルヴェーリ・キャンパスの庭にある建物を利用した博物館で、ジャフナから出土したヒンドゥー教の彫刻などが展示されている。また、ジャフナにおける重要な遺跡を宗教を問わずにパネルで紹介している。